# Diosma sabulosa
Diosma sabulosa är en vinruteväxtart som beskrevs av I. Williams. Diosma sabulosa ingår i släktet Diosma och familjen vinruteväxter. Inga underarter finns listade i Catalogue of Life.